# Jaquelin Taylor Robertson
Jaquelin Taylor Robertson (Richmond, Virgínia, 20 de març de 1933 – East Hampton, Nova York, 9 de maig de 2020) va ser un arquitecte i dissenyador urbà estatunidenc.
Fill d'una família aristocràtica de Virgínia, es convertí en un dels defensors més importants i apassionats del disseny urbà de Nova York. Els anys de la infància de Jaquelin es van dividir entre Virgínia i la Xina, on el seu pare, diplomàtic, va exercir com a enviat especial al Servei Exterior als anys quaranta. Es va graduar a Yale el 1955 i va passar dos anys al Magdalen College d'Oxford com a becari de Rhodes. De tornada als Estats Units, va tornar a Yale i es va inscriure a la seva escola d'arquitectura, a la qual es va graduar amb un màster el 1961. Robertson es va casar amb Anya Sonn el 1964. Es va traslladar a Nova York i va començar la seva carrera treballant per a l'arquitecte Edward Larrabee Barnes, on va romandre fins a la seva trobada amb el John V Lindsay el va portar a pensar en l'arquitectura en termes de servei públic. Precisament, fou conegut per primera vegada com un dels joves i ambiciosos dissenyadors que es van concentrar al voltant de Lindsay quan aquest fou elegit alcalde de Nova York el 1965. A Robertson se li acudí la idea d’un quadre d’arquitectes que convertirien les seves habilitats en disseny al servei públic. Va convèncer Lindsay per establir l'Urban Design Group, una agència municipal especial destinada a ajudar l’alcalde a elevar el nivell de disseny públic de la ciutat. El grup incloïa els arquitectes Richard Weinstein, Alexander Cooper, Jonathan Barnett i Myles Weintraub. Robertson acabaria sent el primer director de l’Oficina de Planificació i Desenvolupament de l'Alcaldia, els projectes del qual incloïen la planificació arquitectònica de la ciutat. Després d'una etapa amb la Comissió de Planificació de la ciutat de Nova York, Robertson va treballar breument per a Arlen Realty a Nova York, ajudant al desenvolupament de la torre olímpica de Midtown, un dels primers gratacels d'ús mixt que va sortir de les regulacions que havia format.
El 1975, va acceptar la invitació del xa de l'Iran Mohammad Reza Pahlavi per traslladar-se a Teheran per dissenyar una nova ciutat, Shahestan Pahlavi, en la qual intentaria integrar elements del disseny tradicional persa a l'arquitectura moderna. El projecte no es va arribar a construir mai, a causa de la caiguda del xa el 1979, amb l'adveniment de la revolució islàmica el febrer de 1979, i Robertson es veié obligat a tornar als Estats Units.
Durant la dècada següent va dividir el seu temps entre Nova York, on va establir una pràctica en col·laboració amb l'arquitecte Peter Eisenman i Charlottesville (Virgínia), on va exercir com a degà de l'escola d'arquitectura de la Universitat de Virgínia. Durant anys va residir al campus de la universitat, que va ser dissenyat per a un dels seus herois, Thomas Jefferson. Quan va deixar el càrrec de degà el 1988 i va tornar a Nova York a temps complet, i ell i Eisenman, un modernista confirmat, es van separar, i Robertson va formar una nova associació amb Alexander Cooper, el seu company i antic alumne de Lindsay, per formar "Cooper Robertson". La firma continua avui en dia tenint una gran presència nacional com a dissenyadora d’escoles, edificis universitaris, estructures cíviques i museus.
Robertson va tenir un paper actiu en molts dels grans projectes, com el disseny de Celebration (Florida), la nova ciutat desenvolupada per The Walt Disney Company a prop dels parcs temàtics de la companyia; WaterColor, una altra comunitat planificada, a la costa de Florida; i porcions de New Albany (Ohio) una comunitat suburbana de luxe fora de Columbus desenvolupada pel magnat minorista Leslie Wexner. També va mantenir una pràctica popular com a arquitecte de residències privades. Entre els seus clients hi havia els financers Henry Kravis i Leon Black, els quals li van encarregar el disseny de diverses cases; el productor discogràfic Ahmet Ertegün i la seva dona, Mica Erteun; Alfred Taubman, el constructor de centres comercials i propietari de Sotheby's; Don Hewitt, el productor de CBS News; i Marshall Rose, el desenvolupador i filantrop de Nova York.
El maig del 2020 va morir a casa seva, a East Hampton, Nova York, amb vuitanta-set anys a causa de complicacions amb la malaltia d'Alzheimer.

## Reconeixements
La casa que va dissenyar per a Marshall Rose a East Hampton va rebre el 1991 un premi nacional de disseny de l'Institut Americà d'Arquitectes. Un altre dels projectes de Cooper Robertson, el disseny de Battery Park City al Baix Manhattan, va guanyar un dels premis de disseny urbà de l’institut. Cooper Robertson va ser la primera firma d’arquitectura que va guanyar premis nacionals tant d’arquitectura com de disseny urbà el mateix any. Robertson va rebre la medalla Thomas Jefferson en arquitectura el 1998 i el premi Driehaus, un premi internacional a la distinció en arquitectura tradicional, el 2007.